# Ʒ
Ʒ (ezh (eż), minuskuła: ʒ) – litera alfabetu łacińskiego:
- odpowiednik Жж,
- dwudziesta ósma litera alfabetu języka lazyjskiego w Turcji, gdzie reprezentuje głoskę t͡s,
- szósta litera alfabetu Języka skolt sami, gdzie służy jako głoska d͡z.

Litera ta pochodzi od fenickiej (północno-zachodnio-semickiej) litery zaîn, poprzez grecką literę ζ (dzeta, zeta), poprzez łacińską literę Z (zet).
W Międzynarodowym Alfabecie Fonetycznym litera reprezentuje spółgłoskę szczelinową zadziąsłową dźwięczną.
W większości sytuacji użycia Ʒ, litera brzmi jak głoska, którą reprezentuje w IPA, więc brzmi tak samo jak m.in. Angielskie g jak genre, s jak vision i z jak azure (czasem też jako zh), czeskie ž i esperanckie ĵ i podobnie do polskiego ż, rz i ƶ.